# Mel Bay Records
Mel Bay Records is een Amerikaans platenlabel, dat jazz en klassieke muziek uitbrengt op cd en dvd. De aandacht gaat hierbij vooral uit naar gitaristen. Het label is gevestigd in Pacific.
Musici wier muziek op het label uitkwam zijn onder andere 
Jazz: John Abercrombie, Howard Alden, Robert Benedetto, Jimmy Bruno, Alex De Grassi, Joe Diorio, Randy Johnston, Rodney Jones, Vic Juris, Jonathan Kreisberg, Andy LaVerne, John Pisano, Bucky Pizzarelli, John Pizzarelli, Dave Stryker, Frank Vignola en Jack Wilkins.
Klassiek: Denis Azabagić, William Kanengiser en Ana Vidović.